# موسى حطب
موسى حطب (مواليد 12 أبريل 1981) لاعب كرة قدم إماراتي دولي سابق يجيد اللعب في الدفاع .
لعب سابقاً مع أندية اتحاد كلباء والشارقة و عجمان وحتا و لعب مع منتخب الإمارات سابقاً .

## كأس الخليج 2003
و قد سجل هدف في مرمى منتخب اليمن لكرة القدم.

## روابط خارجية
- موسى حطب على موقع قاعدة بيانات كرة القدم.إي يو (الإنجليزية)
- موسى حطب على موقع Soccerway.com (الإنجليزية)